# 木村卜堂
木村 卜堂（きむら ぼくどう、1905年12月19日 - 1975年8月9日）は、日本の書家。本名は信太郎、卜堂は号。木村東道は長男。栃木県足利市。

## 業績
自ら日本書作家協会（1973年社団法人化）を興し、戦後書壇の隆盛の一翼を担いつつ、文人書家として多彩な創作活動を展開した。
書道展の創立から参画
戦前の旧東方書道会展で頭角を顕わし、戦後は新日本書道展、日本書作院、東方書道展などに創立から参画し、審査員を歴任、毎日書道展では初代グランプリ（準大賞）を受賞した。
書壇の発展に尽力
1959年には同志を糾合、純正書道を標榜して日本書作家協会、新興書道展を創設し、書道の啓蒙と普及、後進作家の育成に尽力、会派を超えた指導力を発揮し、書芸術及び書壇の発展に寄与した。また中国をはじめとして、欧州、特にフランス美術界との国際交流面での業績もある。
卜堂流
書家としては、漢字書を中心に独創性のある書風で知られ、特に隷書においては、卜堂流ともいうべき独自の境地を拓いた。書ばかりではなく、画、篆刻もよくし、短歌や漢籍にも造詣が深い。

## 年譜
- 1916年 大島岫雲に書を学ぶ。
- 1928年 中島まつと結婚。
- 1935年 長男繁男 （木村東道） 誕生。
- 1936年 団伊能を顧問として木村卜堂後援会が発足。
- 1941年 旧東方書道会展で特選。
- 1946年 新日本書道審査員。
- 1951年 回潤会書道展審査員。
- 1954年 東方書道展創立委員・同展審査員。
- 1956年 独立書道会審査員。
- 1957年 大同書道会を創立、会長に就任。
- 1958年 第10回毎日書道展において初代グランプリを受賞。同展の審査員となる。
- 1959年 新東方書道展審査員。
- 1959年 日本書作家協会理事長に就任。
- 1959年 新興書道展を創立し、初代会長に就任。
- 1960年 第1回新興書道展を東京都美術館で開催。
- 1964年 書道教師資格認定試験制度を設ける。
- 1966年 日中親善書道視察団に参加。北京、広州、洛陽、上海など訪問し、日中文化交流に努めた。
- 1967年 石鼓画廊にて個展。卜堂草書千字文刊行。
- 1968年 第20回毎日書道展運営委員。拓殖大学書道研究会講師。
- 1969年 東京都足立区内に書道会館を建設。
- 1970年 日本代表書家訪欧団に参加。フランス、スペイン、イギリス、イタリア、ギリシャを歴訪。
- 1971年 フランスの女流画家リーズ・ドリウと銀座越後屋画廊にて「書と水彩画二人展」を開催。
- 1973年 社団法人 日本書作家協会として正式に文部大臣の許可を得る。
- 1973年 銀座越後屋画廊にて個展。
- 1974年

モナリザ日本展開催の際、モナリザについての最高の権威者として知られるルネ・ユイグが来日したとき、ユイグの希望で卜堂の作品を日仏文化交流の一環としてユイグに贈る。
- 1975年

『書の道』 についての著書を出版するため資料の収集に努めたが、念願の出版を目前にして、8月9日、足立教室にて心筋梗塞のため逝去。
- 1975年 11月、木村卜堂著、野村無象編の 『書のひと』 出版。
- 1976年 7月16日、山田野理夫詩、野村無象書による墓碑を建立。